# مراکش
مَراکِش یا مَغرِب (به موراکوش: Murakuc)،(آمازیغی، ⵎⵓⵔⴰⴽⵓⵛ،) (به عربی: المغرب)(، به فرانسوی: Maroc) با نام رسمی پادشاهی مراکش کشوری در شمال غربی آفریقا است. مراکش از شرق با الجزایر، از غرب با اقیانوس اطلس، از جنوب با قلمروی مورد مناقشهٔ صحرای غربی و از شمال با اسپانیا هم‌مرز است، جمعیت آن حدود ۳۸ میلیون نفر است.
مراکش ادعای مالکیت صحرای غربی را دارد و آن را از سال ۱۹۷۵ اداره می‌کند که با احتساب آن، مساحت مراکش به بیش از ۷۰۰٬۰۰۰ کیلومتر مربع هم می‌رسد. وضعیت صحرای غربی هنوز مورد اختلاف و مناقشه است.
پایتخت مراکش شهر رباط است. از آن‌جا که مراکش در زمان هارون الرشید از سلطه بغداد خارج شده و تحت تسلط ترکان عثمانی نیز درنیامده بود، از جمله کشورهای عربی بود که توانست بر فرهنگ منطقه‌ای خود تأکید ورزد، اما بعدها تحت سیطره استعمار فرانسه و اسپانیا واقع شد و به تدریج تلاش‌ها برای استقلال کشور آغاز شد.
واحد پول این کشور درهم نام دارد. هر درهم مراکش معادل ۰٫۱۰۱ دلار آمریکاست و هر دلار آمریکا معادل ۹٫۸۴ درهم می‌باشد. (آوریل ۲۰۲۲).

## نام
نام مراکش از نام پایتخت کهن یعنی شهر مرکش برگرفته شده‌است، که واژه‌ای بربر به معنای «سرزمین خدا» است. نام Maroc در فرانسوی هم تغییر یافته واژه مراکش است. تا همین چند دهه اخیر هم این سرزمین در زبان عربی مراکش خوانده می‌شد.
نام «مراکش» در فارسی امروز معمولتر از «مغرب» است و نیز نام بین‌المللی پادشاهی مغرب ماروک است که برگرفته از نام مراکش است. دولت آن کشور هم نام رسمی بین‌المللی ماروکو را به رسمیت می‌شناسد و نه نام عربی المغرب. ترکیه تنها کشور دنیا است که از پادشاهی مراکش با نام کشور فاس نام می‌برد.
ابوالحسن نجفی در کتاب غلط ننویسیم می‌نویسد: «[این کشور] در قدیم مغرب نامیده می‌شده [...] مراکش فقط ایالتی از این کشور، [...] و نیز نام کرسی این ایالت است. علت این اطلاق جزء بر کلّ ظاهراً این بوده که در دوران اخیر کلمهٔ مغرب به کشورهای اروپا و آمریکا اطلاق شده‌است و در کتاب‌های فارسی، برای رفع ابهام، لفظِ مراکش را بر کلّ کشور مغرب تعمیم داده‌اند. [...] باید دانست که هم در متون گذشتهٔ فارسی و عربی و هم در اصطلاح امروزهٔ کشورهای عربی‌زبان، نام این کشور مغرب است و نه مراکش.» و نیز کمیته تخصصی نام‌نگاری و یکسان‌سازی نام‌های جغرافیایی ایران نام این کشور را به صورت «مغرب» ضبط کرده‌است.

## تاریخ

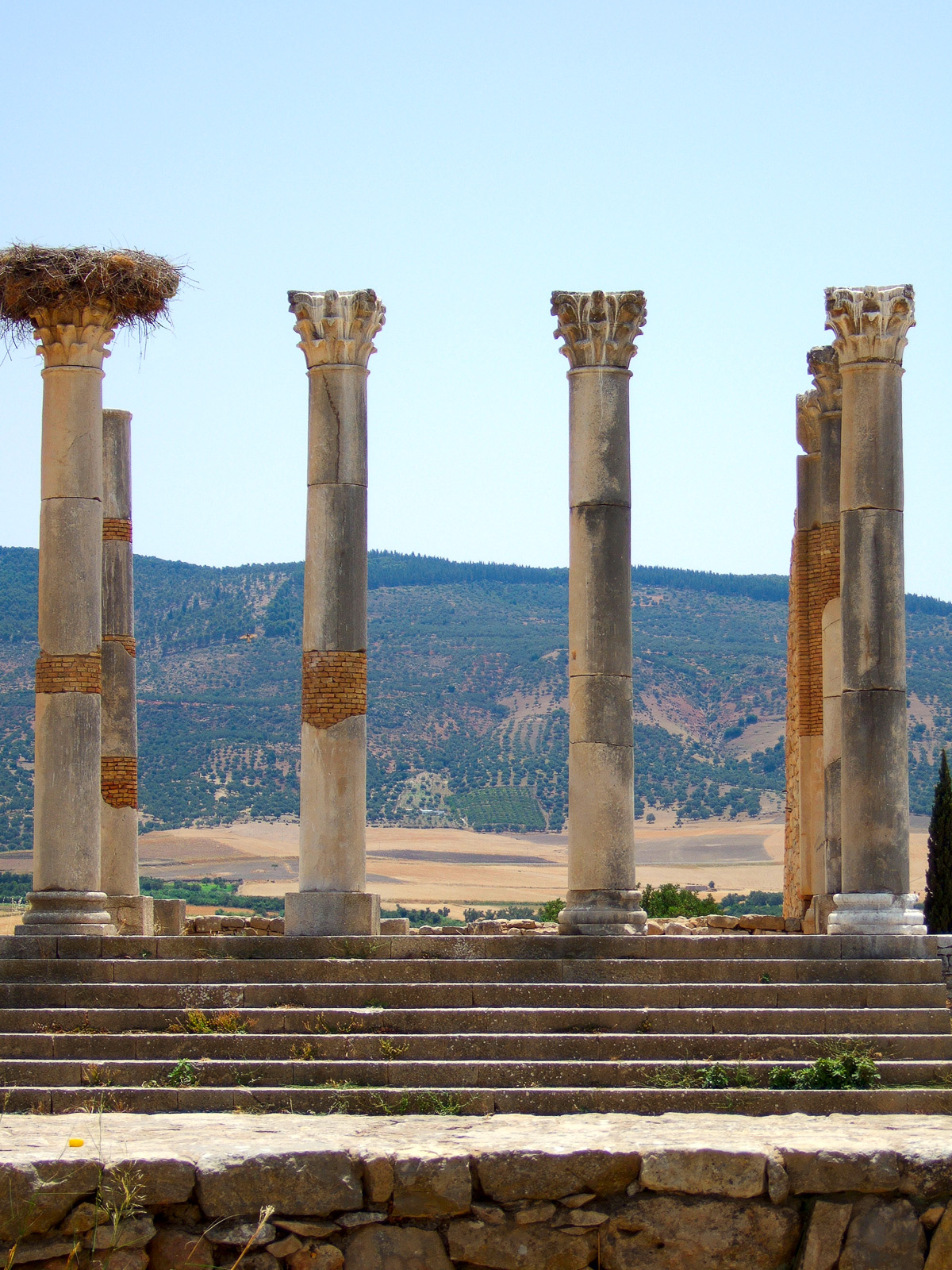
شهر باستانی ولیلی

### تاریخ کهن
قبایل بربری یا آمازیغ ساکن منطقه شمال آفریقا از دیرباز دارای روابطی گسترده با ملل و تمدن‌های کهن فنیقی، کارتاژی، رومانی، وندالی و بیزانسی بوده‌اند. با این وجود هیچ‌یک از این تمدن‌ها توانائی تسلط کامل بر منطقه را نداشتند. چرا که قبایل ساکن آن دارای صفات متمایزی چون ایستادگی و مقاومت و همچنین آزادی‌خواهی و پایبندی به فرهنگ و زبان خود بودند.
با رسیدن دعوت اسلامی به آن منطقه در سال ۵۰ هجری قمری (برابر سال ۶۶۵ میلادی) ساکنان منطقه با اهداف اسلامی آشنا گشته و در نتیجه دین اسلام را پذیرا شدند.
اسلام سرانجام در سال ۱۷۰ هجری قمری (برابر سال ۷۸۶ میلادی) و به‌طور مشخص پس از گریز یکی از نوادگان محمد، پیامبر اسلام، معروف به مولا ادریس بن عبدالله بن الحسن بن الحسن ابن علی از دست حاکمان عباسی بغداد به صورت ریشه‌ای و بنیادین در منطقه گسترش یافته تا اینکه مراکشیان وی را به امیرالمؤمنین بودن برگزیده و پس از بیعت و اعلام وفاداری، با کمک او نخستین دولت اسلامی مستقل از خلافت مشرق عربی را بر پا نمودند که نام دولت ادریسیان را به خود گرفت.
ساکنان و حکمرانان مراکش، گذشته از تفاوت‌های قبیله‌ای و ریشه‌ای خود همواره کوشیده بودند تا دین اسلام را نه تنها در سراسر کشور بلکه در مناطق جنوب و دیگر سرزمین‌های آفریقایی و همچنین در مناطق شمال و کشورهایی همچون اسپانیا، پرتغال و جنوب فرانسه گسترش دهند.

### تاریخ معاصر

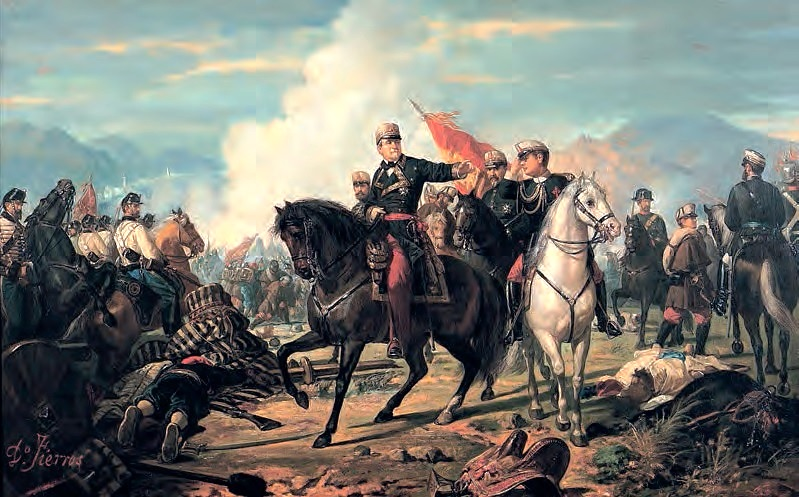
نبرد تطوان در جنگ اسپانیا و مراکش

سال‌های ۱۹۱۲–۱۸۷۳ مصادف با حکومت‌های حسن اول، عبدالعزیز و مولای حفیظ است. این دوران در پرتو رقابت قدرت‌های بزرگ استعماری، مراکش استقلال خود را حفظ می‌کند. لیکن در سال ۱۹۱۲ پس از موافقتنامه‌های الجزیره (۱۹۰۶ م)، فرانسه بخش عظیمی از مراکش را اشغال می‌کند و از این سال به بعد مبارزه علنی مردم علیه سلطه فرانسه تحت رهبری عبدالکریم خطاب آغاز می‌گردد. در سال ۱۹۲۷ میلادی، محمدبن یوسف (محمد پنجم و) به تخت سلطنت می‌نشیند و به‌علت مخالفت با سلطه فرانسویان بدون اینکه خواهان گسستن کامل از فرانسه باشد تبدیل به یک چهره ملی می‌گردد که در آینده به پدر استقلال مراکش شهرت می‌یابد. فرانسه که حاضر به پذیرش استقلال مراکش نبود کوشید از برخی گروه‌ها علیه محمد پنجم استفاده نماید که در رأس آن‌ها الجلاوی بود.
از این‌رو به خواسته هواداران الجلاوی که خواستار عزل محمد پنجم بودند جواب مثبت داد و محمدپنجم را به همراه خانواده‌اش به ماداگاسکار تبعید نمود. تبعید محمد پنجم نقش مثبتی در تحقق استقلال این کشور ایفاد نمود و مردم خواستار بازگشت وی و اعلام استقلال کشور شدند. از طرفی قیام الجزایر علیه فرانسه عاملی در جهت تضعیف حضور فرانسه در مراکش گردید و فرانسه به منظور جلوگیری از سرایت این قیام بر تمامی منطقه و فشارهای مردمی در داخل به تدریج زمینه را برای پذیرش خواست عمومی مردم مراکش فراهم نمود. در ۱۶ نوامبر ۱۹۵۵ محمد پنجم به کشور بازگشت و در ۳ مارس ۱۹۵۶ فرانسه استقلال کشور مراکش را به رسمیت شناخت. پس از استقلال مراکش ملک محمد پنجم (تا مارس ۱۹۶۱)، ملک حسن دوم (تا ژوئیه ۱۹۹۹) بر تخت سلطنت می‌نشینند و از این پس تاکنون نیز ملک محمد ششم بر این کشور حکومت دارد.

### گاهشمار رویدادهای مراکش
| دودمان‌های فرمانروا در مراکش  |
| ادریسیان (۷۸۰-۹۷۴) (عرب)     |
| مغراوه (۹۸۷-۱۰۷۰) (بربر)     |
| مرابطان (۱۰۷۳-۱۱۴۷) (بربر)   |
| موحدون (۱۱۴۷-۱۲۶۹) (بربر)    |
| مرینیان (۱۲۵۸-۱۴۲۰) (بربر)   |
| وطاسیان (۱۴۲۰-۱۵۴۷) (بربر)   |
| سعدیان (۱۵۵۴-۱۶۵۹) (عرب)     |
| علویان (۱۶۶۶- تا کنون) (عرب) |

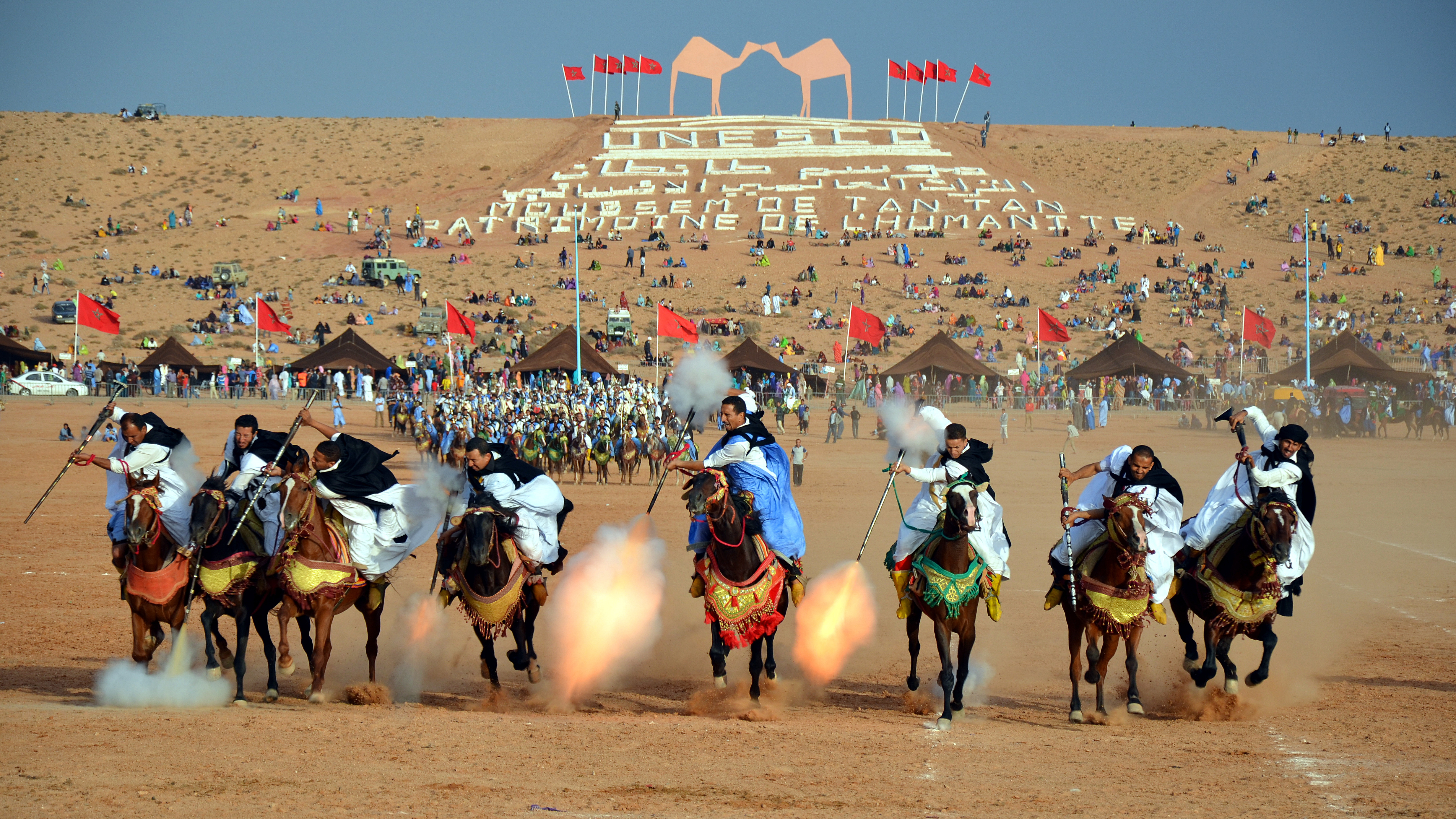
جشنوارهٔ بدوی‌ها و قبایل طانطان در مراکش، شامل چابُک‌سواری، اسب‌دوانی با اسب‌های عربی، مسابقات شترسواری، تیراندازی و رقص عشایری و بزم است. این جشنواره هرساله در ماه دسامبر برگزار می‌شود.

- قرن هفتم پس از ورود عرب‌ها مولای ادریس حکومت اسلامی برپا نمود.

پس از تشکیل دولت ادریسیان، بدین سوی، مراکش شاهد حکمرانی دودمان‌های متعددی به شرح زیر بوده‌است:
- (۱۶۶۶ - تا دوران معاصر) دودمان علوی ۱۰۵۵ م - ۱۱۴۷ م) که در طول مدت حکمرانی نفوذ خود را در سراسر مغرب عربی بزرگ و اسپانیا و پرتغال گسترش داده بودند، و سپس سلسله موحدون (۱۱۴۷ م- ۱۲۶۹ م) و سپس سلسله مرینیان (۱۲۶۹ م - ۱۵۵۴ م) که معاصر شکست مسلمانان در اندلس بوده‌اند و در زمان ایشان بود که شهرهای مراکشی سبته و ملیلیه و طنجه از سوی اسپانیا اشغال شد و سپس دودمان سعدیون (۱۵۵۴ م- ۱۶۶۰ م) که خاستگاه صحرایی و بربری دارند در این کشور به فرمانروایی رسید؛ و در این دوره پرتغالی‌ها شکست خورده و سلطه آنان به پایان رسید.

از سال ۱۶۶۰ میلادی سلسله شرفای علوی توسط مولای رشید در مراکش بنیان‌گذارده شدکه حکومت کنونی این کشور و حاکمان آن از همین دودمان به‌شمار می‌آیند.
- ۱۸۶۰ - اختلاف با اسپانیا بر سر شهر سبته
- ۱۸۸۴ - اسپانیا در سواحل مغرب مستعمره ایجاد می‌کند
- ۱۹۰۴ - فرانسه و اسپانیا بر سر موضوع مناطق تحت حاکمیت در مغرب به توافق می‌رسند.
- ۱۹۰۶ - کنفرانس الجزیراس در خصوص چگونگی تعرفه بین فرانسه و اسپانیا در منطقه
- ۱۹۱۲ - قرارداد فاس برای قیمومیت مراکش توسط فرانسه
- ۱۹۲۱–۶ قیام ریف و سرکوب آن توسط اسپانیا و فرانسه
- ۱۹۵۶ استقلال مراکش
- ۱۹۵۷. ملک محمد پادشاه اعلام می‌شود.
- ۱۹۶۱ - مرگ ملک محمد و جانشینی حسن دوم
- ۱۹۶۳ - اولین انتخابات
- ۱۹۶۵ - اعلام وضعیت نظامی و فرار مهدی بن برکه به الجزایر
- ۱۹۷۱ - کودتای ناکام نظامیان صخیرات
- ۱۹۷۳ - قیام پولیساریو علیه اسپانیا
- ۱۹۷۵ - راهپیمایی ۳۵۰ هزار نفری برای تصرف شهر عیون و صحرای غربی
- اسپانیا از صحرا خارج شد و صحرا را به مراکش و موریتانی واگذار نمود..
- ۱۹۷۶ - نبرد الجزایر و مراکش
- ۱۹۸۳ - دیدار رهبران الجزایر و مراکش
- ۱۹۸۴ - مراکش در اعتراض به حضور پولیساریو سازمان وحدت آفریقا را ترک کرد.
- ۱۹۸۸ - برقراری روابط دیپلماتیک بین الجزایر و مراکش
- ۱۹۹۱ - آتش‌بس بین پولیساریو و مراکش
- ۱۹۹۸ - اولین دولت توسط مخالفان شاه حسن تشکیل می‌شود
- ۱۹۹۹: درگذشت شاه حسن دوم بر تخت‌نشینی محمد ششم
- ۲۰۰۱ - بازدید ملک محمد از صحرا
- ۲۰۰۲- موافقت اسپانیا و مراکش در خصوص جزیره پرخیل و عادی‌سازی روابط دو کشور
- ۲۰۰۲ - کشف توطئه بمب‌گذاری در تنگه جبل طارق
- ۲۰۰۳ می۱۶–۴۱ نفر در عملیات انتحاری در کازابلانکا به قتل رسیدند.
- ۲۰۰۴ قرارداد تجارت آزاد با آمریکا
- اکتبر ۲۰۰۵ کشته شدن ۱۴ مهاجر سری در ملیله توسط مرزبانان اسپانیا و مراکش
- ژانویه ۲۰۰۶ ملک محمد گزارش هیئت عدالت و سازش مبنی بر اینکه ۶۰۰ نفر در دوره ملک حسن به قتل رسیده‌اند و شایسته اعاده آبرو و جبران خسارت هستند را تأیید کرد.

## جغرافیا

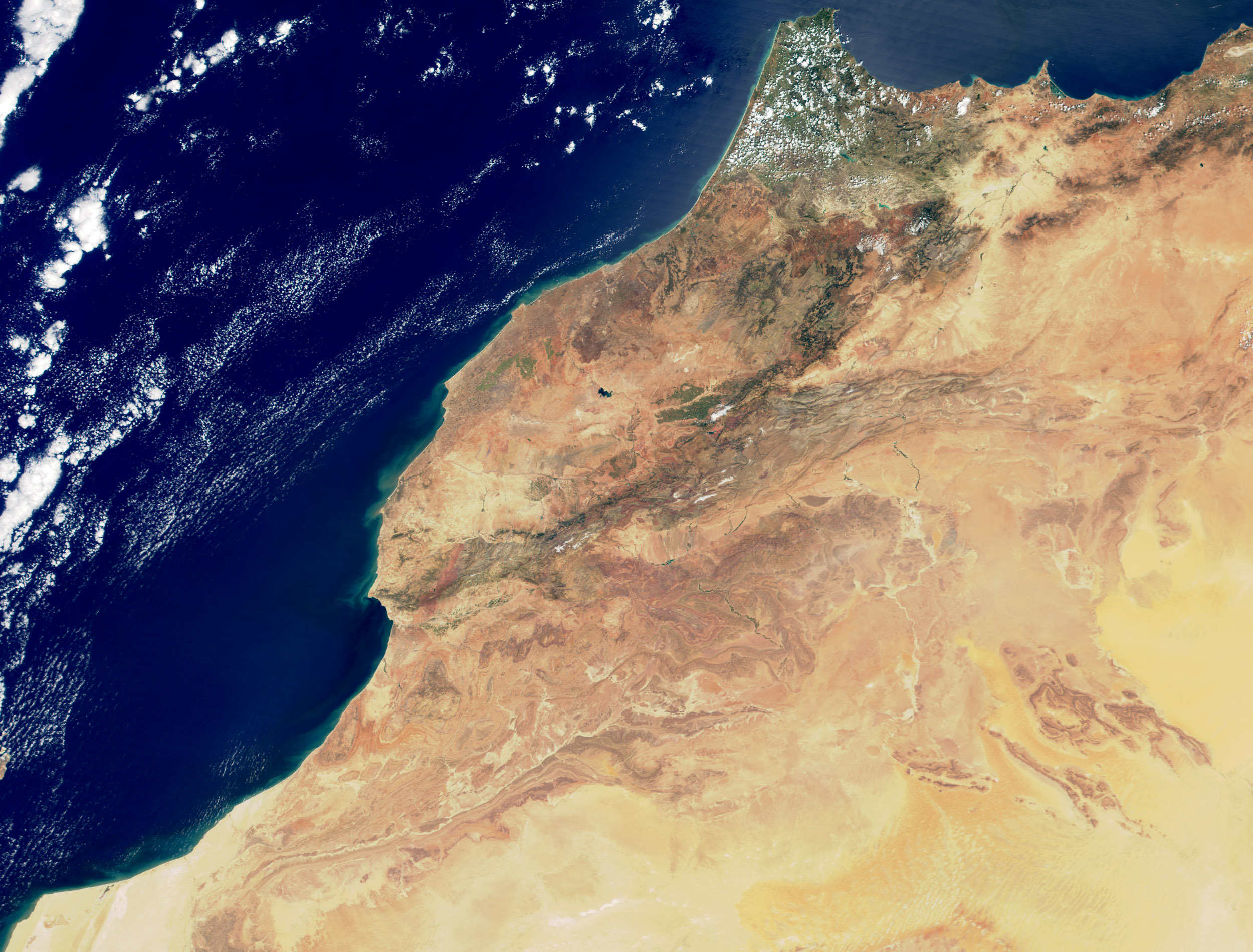
تصویر ماهواره‌ای از مراکش

کشور پادشاهی مراکش که در زبان عربی به آن «المملکه المغربیه» گفته می‌شود نخستین کشور شکل گرفته مغرب مسلمان است. این کشور در ایران به نام «مراکش» شناخته می‌شود. در سازمان‌های بین‌المللی از جمله سازمان ملل متحد برحسب مورد زبانی، به نام Maroc یا Morocco است چرا که واژه مغرب، مفهوم گسترده «مغرب بزرگ» (شامل کشورهای الجزایر، تونس و مراکش) را افاده می‌کند. مراکش نزدیکترین کشور آفریقایی به اروپا است که به وسیله تنگه جبل الطارق از آن جدا می‌گردد. فاصله میان مراکش و اسپانیا حدود ۱۵ کیلومتر است.
مهم‌ترین بندرهای مراکش عبارت‌اند از: کازابلانکا (دارالبیضا)، طنجه، ناظور، محمدیه، آسفی و اگادیر.
مهم‌ترین شهرهای مراکش نیز: رباط (پایتخت سیاسی _ اداری)، کازابلانکا (دارای مرکزیت اقتصادی _ تجاری)، فاس (دارای نوعی مرکزیت مذهبی - فرهنگی)، مراکش (دژ فرهنگ بربر)، طنجه، اگادیر (شهرهای توریستی)، ایفرن، مکناس، وجده، تطوان، محمدیه، قنیطره (کنیترا) هستند.
همچنین فهرست شهرهای مراکش را ببینید.

### جغرافیای طبیعی

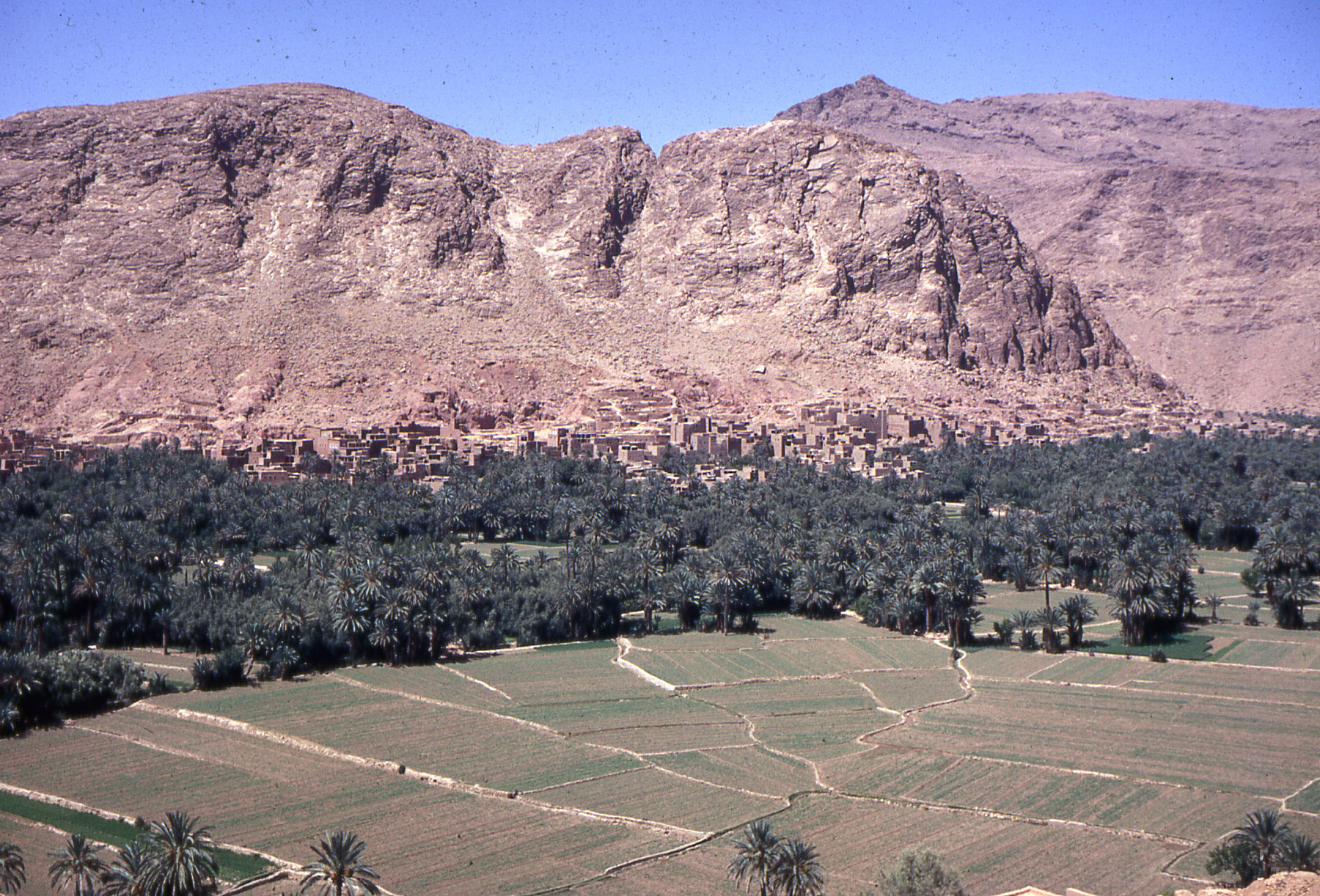
شهر تنغیر

مراکش در دورترین قسمت شمال غربی قاره آفریقا واقع شده‌است. از شمال به دریای مدیترانه و جبل الطارق (۴۶۸ کیلومتر) و از غرب به اقیانوس اطلس (۲۷۰۰ کیلومتر) منتهی می‌شود. این کشور از شرق با الجزایر (۱۵۵۹ کیلومتر) و از جنوب با سرزمین مورد اختلاف صحرای غربی (۴۴۳ کیلومتر) هم‌مرز است. بر اساس نظر دولت و مردم مراکش که صحرای غربی را به‌طور تاریخی از آن خود می‌دانند، این کشور در جنوب با موریتانی هم‌مرز می‌گردد.
شایان ذکر است دو شهر سبته و ملیلیه که مشرف بر دریای مدیترانه هستند در حاکمیت ۵ قرنی اسپانیا قرار دارند و از نظر دولت مراکش این دو شهر و چند جزیره کوچک دیگر متعلق به آن‌ها است اما اسپانیا این سرزمین‌ها را اسپانیایی می‌داند که در این صورت ۳/۶ کیلومتر به خاطر شهر سبته و ۶/۹ کیلومتر به خاطر شهر ملیلیه مرز زمینی با اسپانیا وجود دارد.
به‌طور کلی مراکش دارای آب و هوایی معتدل و بارانی است. این کشور در مناطق شمالی تحت تأثیر آب و هوای مدیترانه‌ای و در مناطق غربی و شمال غرب متأثر از آّب و هوای اقیانوس اطلس است. در مناطق داخلی، مراکش دارای آب و هوای قاره‌ای بوده و در رشته کوه‌های اطلس بارش برف و باران بیشتر می‌شود. مناطق جنوبی دارای آب و هوای گرم و بیابانی است.

### جغرافیای انسانی
جمعیت مراکش (با احتساب صحرای غربی) حدود ۳۷٫۱ میلیون نفر است که ۴۹٫۸٪ را مردان و ۵۰٫۲٪ را زنان تشکیل داده‌اند از این تعداد جمعیت ۳۷ درصد در مناطق روستایی و ۶۳ درصد در مناطق شهری زندگی می‌کنند. تراکم جمعیت در هر کیلومتر مربع ۵۱ نفر، میانگین نفرات خانوار ۴٫۵ و نرخ رشد سالیانه جمعیت ۱٫۲٪ است. میزان بیسوادی در کشور نیز حدود ۵۰ درصد جمعیت است که نرخ بیسوادی در زنان ۶۲ درصد و در مردان حدود ۳۸ درصد است. نرخ بیکاری در این کشور بالغ بر۲۲ درصد جمعیت فعال است.

### جغرافیای سیاسی
مراکش در ساحل جنوبی دریای مدیترانه و جنوب تنگه جبل الطارق قرار دارد که توسط آن ارتباط میان دریای مدیترانه و اقیانوس اطلس فراهم می‌شود. از سویی مراکش از جایگاهی راهبردی در میان کشورهای شمال آفریقا برخوردار است چرا که علاوه بر واقع شدن در حوزه جنوبی دریای مدیترانه و جنوب تنگه جبل الطارق و نزدیکی به اروپا (نزدیکترین کشور آفریقایی به اروپاست)، این کشور در مجاور اقیانوس اطلس است اندوخته عظیم ماهیان گوناگون در آب‌های نزدیک به این سرزمین قرار دارند. دسترسی به دریای آزاد و وجود منابع عظیم فسفات و دیگر مواد کانی بر اهمیت مراکش می‌افزاید و چنانچه صحرای غربی را به‌عنوان بخشی از این کشور در نظر بگیریم بر امکانات راهبردی آن افزوده می‌گردد چرا که صحرای غربی دارای ذخایر نفتی، فسفات و گاز است و ذخایر ماهیان اقیانوس اطلس در آب‌های مجاور صحرای غربی بسیار غنی است.

## سیاست

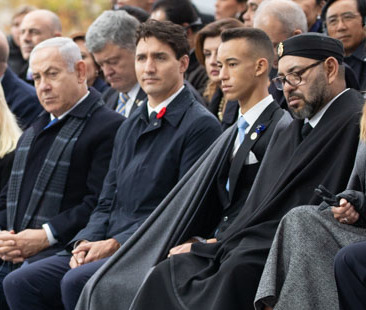
محمد ششم مراکش و مولای حسن همراه با ترودو و نتانیاهو

پس از استقلال مراکش (۳ مارس ۱۹۵۶)، نخستین قانون اساسی کشور در دسامبر۱۹۶۲، با برگزاری همه‌پرسی به تصویب رسید. مطابق این قانون اساسی پادشاه بالاترین مرجع چه از نظر سیاسی و چه از نظر مذهبی قلمداد می‌شود. پادشاهی مراکش حدود ۱۲ قرن عمر دارد و از ابتدا نیز با مذهب آمیخته بوده‌است. در واقع قانون اساسی مذکور در خصوص مرجعیت سیاسی _ مذهبی پادشاه آنچه را که قبلاً وجود داشت در قالب قانون درآورد. قانون اساسی مراکش در مقاطع سال‌های ۹۶، ۹۲، ۸۰، ۷۲، ۷۰ ویرایش‌ها و پیرایش‌هایی به خود دید که مهم‌ترین تغییر آن مربوط به سال ۱۹۹۶ است که پارلمان مراکش دومجلسی گردید. قانون اساسی کنونی (در همه‌پرسی مورخ ۱۳ سپتامبر ۱۹۹۶ به تصویب رسید) قانون اساسی کنونی دارای یک دیباچه و صد و هشت اصل است که در سیزده بخش تنظیم گردیده‌است. بر پایه اصل یکم مراکش دارای نظام پادشاهی مشروطه، دمکراتیک و اجتماعی و مطابق اصل دوم، حاکمیت از آن مردم است.
برای اطلاعات بیشتر در مورد ساختار پارلمانی و احزاب در مراکش پارلمان و احزاب مراکش را ببینید.

## اوضاع فرهنگی

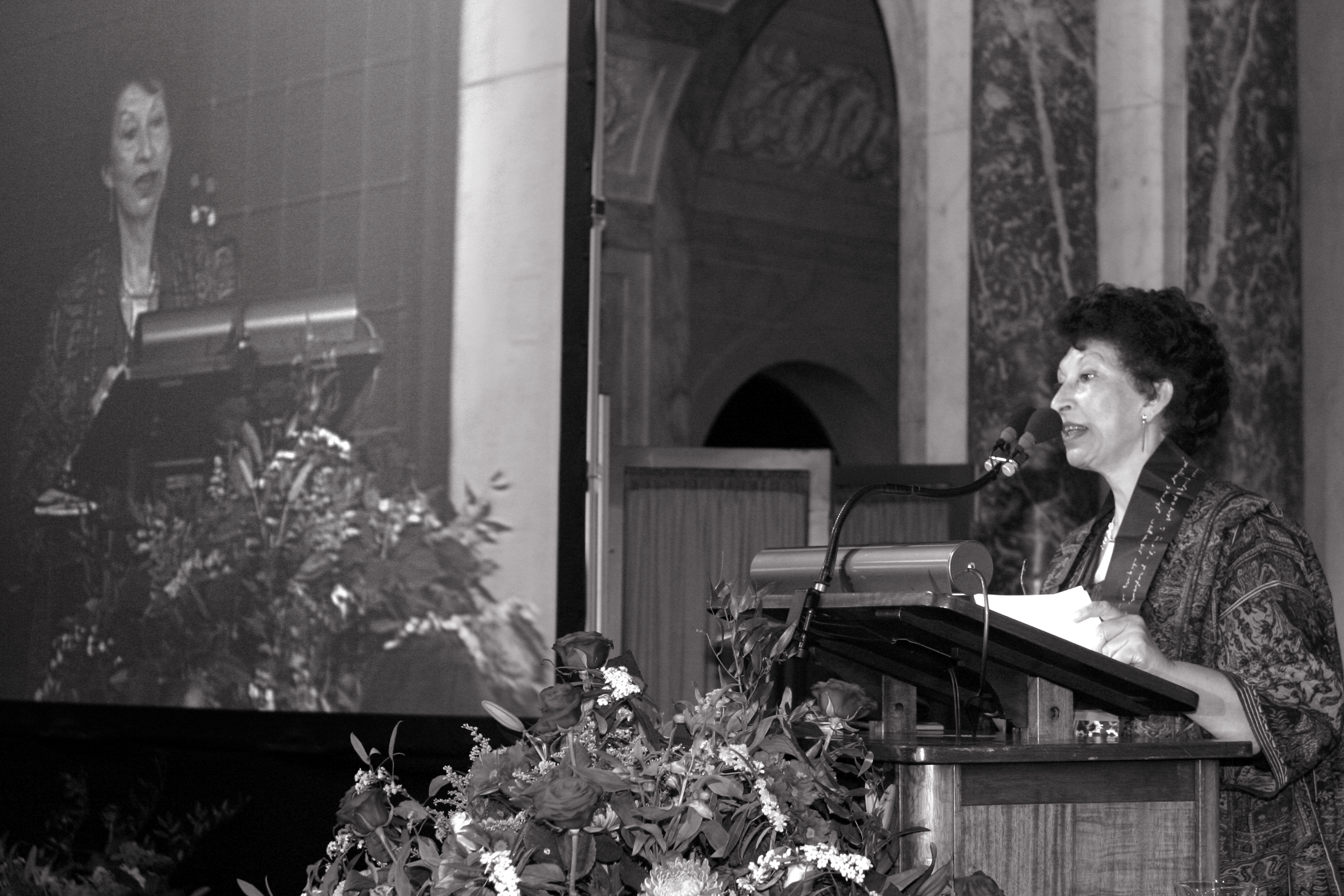
فاطمه مرنیسی نویسنده، جامعه‌شناس و منتقد فرهنگی مراکشی

مراکش در فرایند تاریخی خود همواره از فرهنگی نسبتاً غنی و متنوع برخوردار بوده و هر نقطه آن نیز ضمن وابستگی به این میراث فرهنگی، ویژگی‌های خاص خود را دارا بوده‌است. جمعیت این کشور از ۲ قوم سامی عرب و بربرآمازیغ تشکیل شده که علاوه بر نقاط مشترک از جمله دین اسلام، میراث بر فرهنگ خاص خود هستند. بربرهای مراکش در تشکیل و تداوم فرهنگ و تمدن‌سازی کشور خود بمیزان اعراب شریک بوده‌اند. از لحاظ تاریخی، مراکش در زمان هارون الرشید از سلطه بغداد خارج شده و تحت تسلط ترکان عثمانی نیز درنیامد. از این‌رو با حفظ عنصر اسلامی ـ ملی، بر فرهنگ مراکشی خود تأکید ورزیده‌است.
مراکش تنها کشور در جهان عرب است که از سوی امپراتوری عثمانی مورد هجوم و تسخیر قرار نگرفت. به‌طور کلی می‌توان اذعان داشت که مراکش در مسیر تاریخی خود، از تبادلات فرهنگی با بیگانگان جز آنچه را که خودشان خواسته‌اند، سرباز زده‌اند و هویت فرهنگی خویش را در اولویت اول قرار داده‌اند. مردم مراکش همواره تلاش نموده‌اند در گذر زمان به سنتهای مذهبی ـ ملی خود حتی در پوشیدن لباس سنتی خود، پایبند باشند.
مطابق اصل ششم قانون اساسی مراکش، دین رسمی کشور اسلام است. قانون اساسی در نوع مذهب سکوت اختیار کرده لیکن از دیرباز (قرن ۱۱ میلادی) مذهب مالکی (امام مالک بن انس) در این کشور مستقر گشته و اکثریت قریب به اتفاق مردم پیرو مکتب فقهی امام مالک هستند. حاکمیت نیز تأکید زیادی بر وحدت مذهبی به‌عنوان یکی از پایه‌های وحدت مردم دارد. در مراکش تعداد اندکی مسیحی و یهودی زندگی می‌کنند.
قسمت اعظم یهودیان مراکش حدود ۲۵۰ هزار نفر که در حال حاضر نسل آن‌ها در اسرائیل به ۹۰۰ هزار نفر می‌رسد در زمان ملک حسن دوم به اسرائیل مهاجرت کردند. یهودیان فعلی در شهر کازابلانکا و مراکش مکناس و فاس و طنجه و صویره و رباط و سلا اقامت دارند. بر پایه اصل ششم قانون اساسی، دولت موظف است آزادی انجام امور مذهبی را برای همگان تضمین نماید.
شهر فاس از دیرباز و حتی از زمان تأسیس توسط دودمان ادریسیان، شهری مذهبی بوده و جهت آموزش فقه مالکی و علوم قرآنی بنیاد نهاده شده‌است. حوزه علمیه شهر فاس که «جامعه القرویین» نام دارد از بزرگ‌ترین حوزه‌های علمی مراکش است و طلاب تربیت شده در این حوزه به سراسر کشور و حتی دیگر نقاط اتحادیه مراکش بزرگ جهت تبلیغ مذهبی اعزام می‌شوند. حوزه علمیه دیگری به نام «مولای یوسف» در شهر مراکش که در واقع دژ فرهنگ اسلامی ـ بربری است، وجود دارد.
بدیهی است که علماء و فضلای برخاسته از این حوزه‌های علمیه به ویژه در شهر فاس در حکومت‌ها نقش و مشارکت داشته‌اند. مشایخ صوفیه که عمدتاً از نژاد بربرند، دارای استقلال شخصی و نیز نفوذ و پایگاه مردمی دارند. مردم مغرب و مسلمانان مالکی نسبت به سایر شاخه‌های اسلام از تسامح و بردباری بیشتری برخوردارند این شاخه از اسلام با نمادهای شیعی ستیز ندارند و به‌طور کلی مردم عموماً نسبت به ایران احترام قائل هستند و آن را بلاد فارس و سرزمین سلمان فارسی می‌دانند و سلمان نزد آن‌ها از احترام ویژه‌ای برخوردار است.

### رسانه‌های گروهی

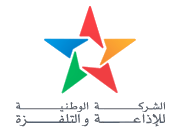
کانال الاولی، یک شبکه تلویزیون ملی در مراکش

الف - رادیو و تلویزیون: برنامه‌های رادیو و تلویزیون در حال حاضر اکثر مناطق پادشاهی مراکش را در بر می‌گیرد وقتی از چارچوب سرزمین ملی نیز فراتر رفته و برخی مناطق جهان را می‌پوشاند. پخش برنامه رادیویی مراکش از سال ۱۹۲۸ میلادی آغاز شده‌است و زبان‌های پخش برنامه رادیویی عربی، فرانسه، اسپانیایی و بربری است همچنین یک رادیویی خصوصی تحت عنوان رادیو بین‌المللی مدیترانه (RMI) در سال ۱۹۸۰ میلادی بر اساس اراده مشترک مراکش و فرانسه تأسیس شد که به دو زبان عربی و فرانسه برنامه پخش می‌کند. تلویزیون مراکش (TVM) نیز در سال ۱۹۶۲ میلادی راه‌اندازی رسمی گردید. همچنین کانال دوم تلویزیون مراکش (۲ M) در مارس ۱۹۸۹ میلادی تأسیس شد. این کانال از جهت کیفیت برنامه و نیز از جهت شکل ارائه برنامه‌ها در حد بسیار بالایی است.
ب - مطبوعات: حدود ششصد و پنجاه عنوان نشریه به زبان‌های عربی و فرانسوی منتشر می‌گردد که غالباً متعلق به احزاب و گروه‌های سیاسی یا دولتی است. نام روزنامه‌های اصلی و مهم مراکش در فهرست روزنامه‌های مراکش آمده‌اند.
ج - خبرگزاری: خبرگزاری مغرب عربی «وکاله المغرب العربی» در سال ۱۹۵۹ تحت نظارت دولت تأسیس شده و زبان‌های کاری اش عبارتست از: فرانسه، انگلیسی و اسپانیایی. همچنین آژانس خبری مراکش در سال ۱۹۵۸ توسط محمد پنجم گشایش یافت که در سال ۱۹۷۷ دولتی گردید و هم‌اکنون با افزایش شعبه‌های خود توانسته‌است در ردیف خبرگزاری‌های بزرگ جهان عرب و آفریقایی و کشورهای اسلامی قرار گیرد.
د - اینترنت: سایت مراکش در سال ۱۹۹۶ افتتاح شد. برای وارد شدن به وبگاه اطلاعاتی مراکش از آدرس زیر استفاده می‌شود: http://www.mincom.gov.ma. اطلاعات موجود در وبگاه مزبور به دو زبان فرانسه و انگلیسی است. کد اینترنتی کشور (.ma) است. کد تلفن کشوری ۰۰۲۱۲ است.

## آثار تاریخی، باستانی و مراکز دیدنی

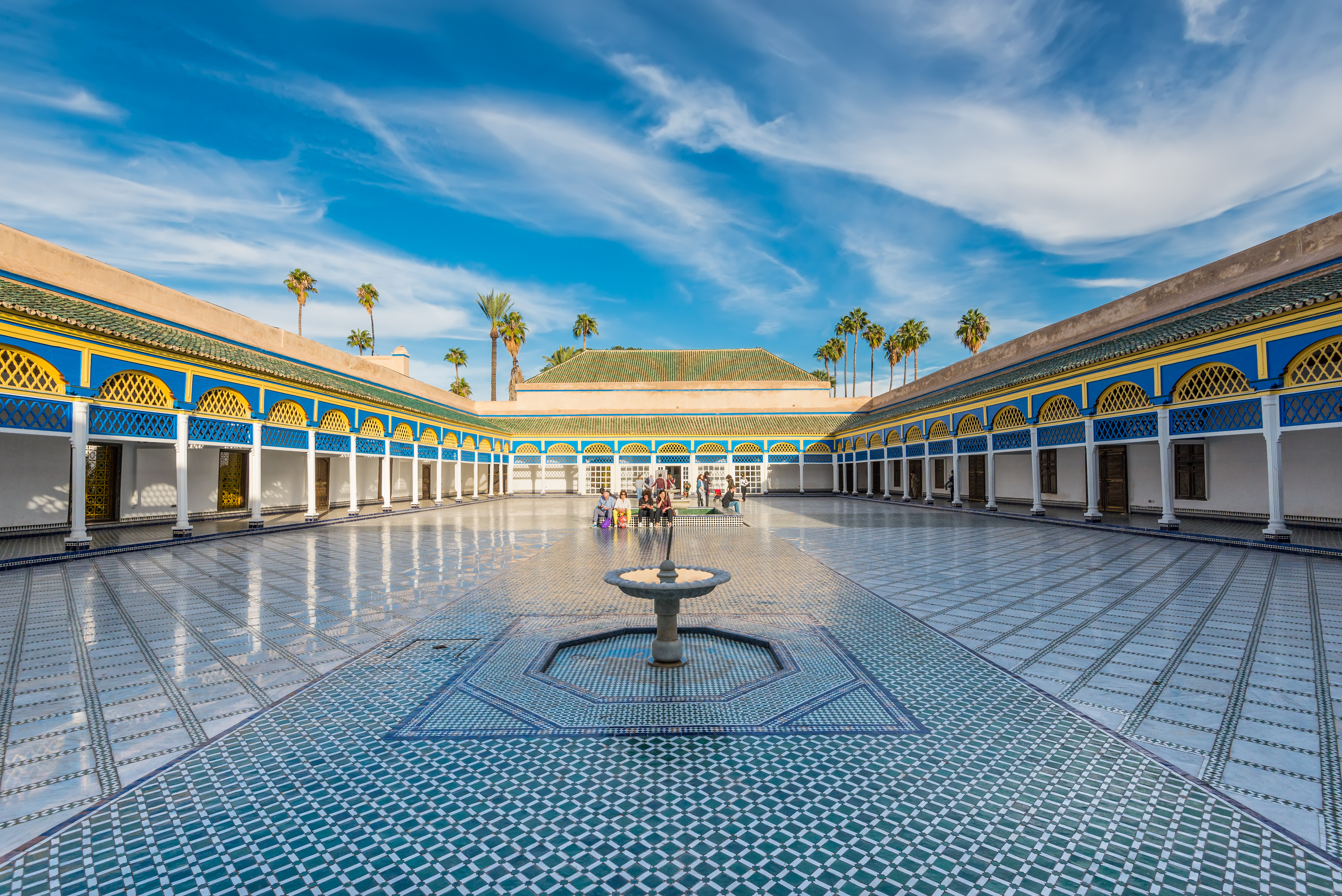
کاخ باهیه

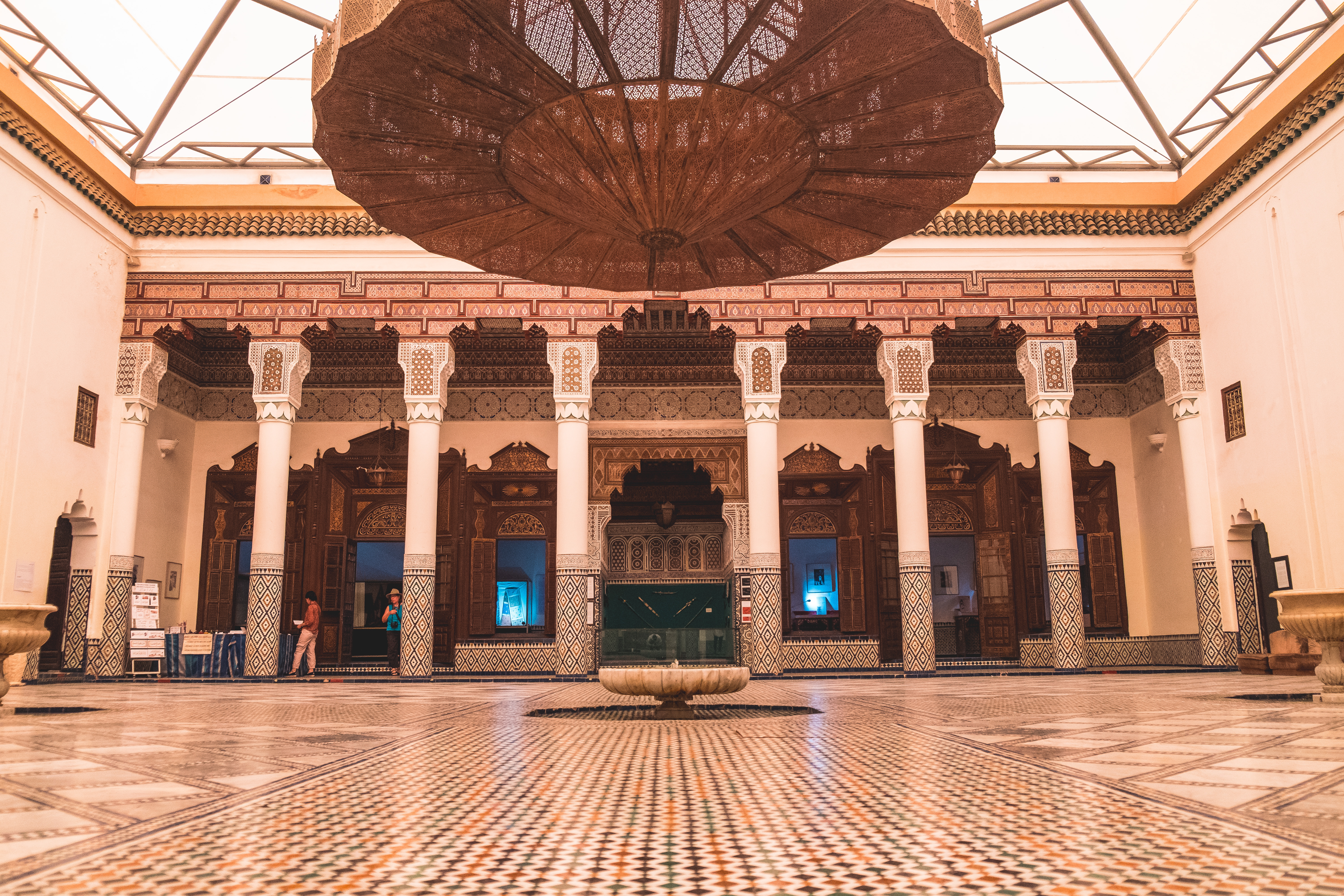
موزه مراکش

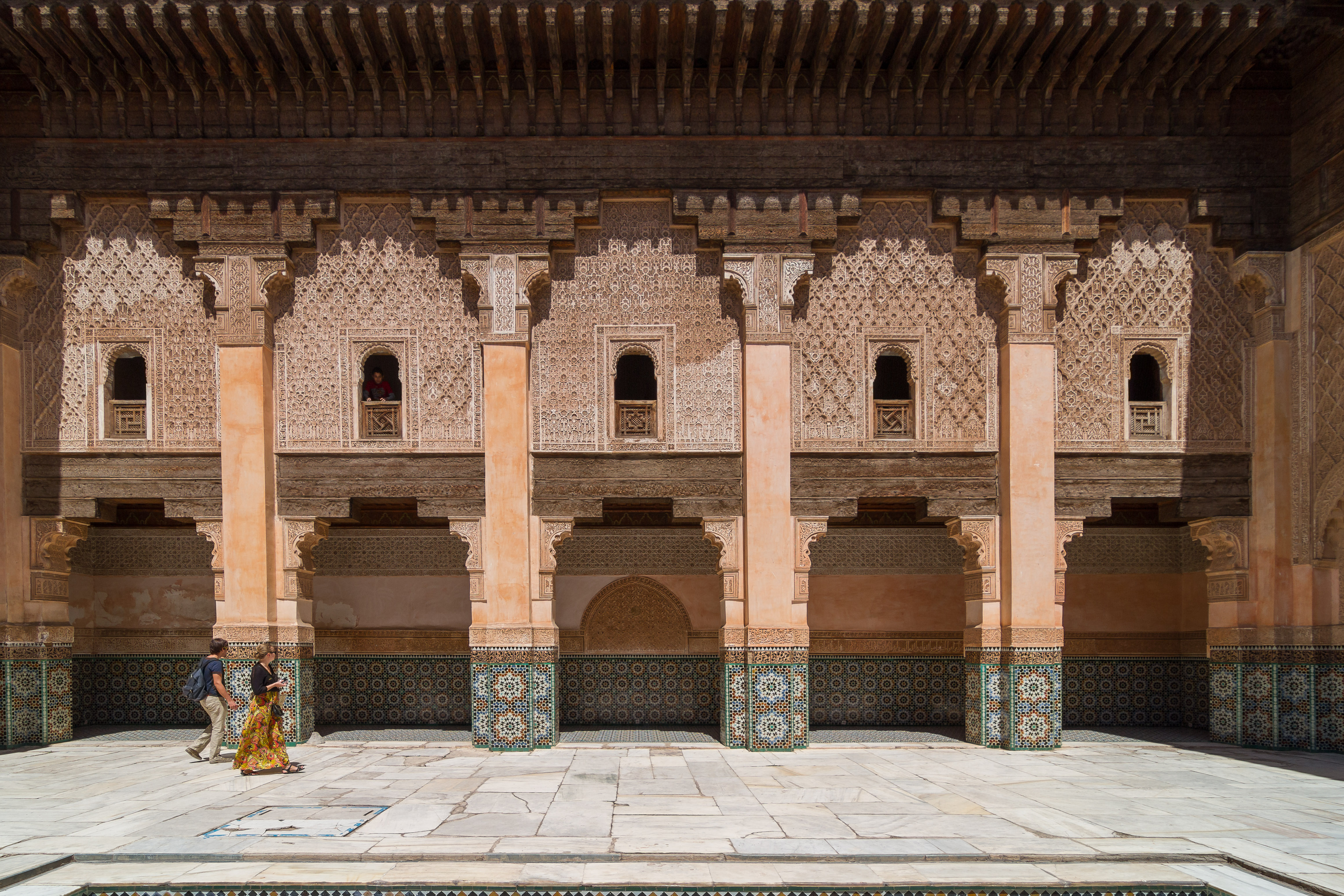
مدرسه بن یوسف

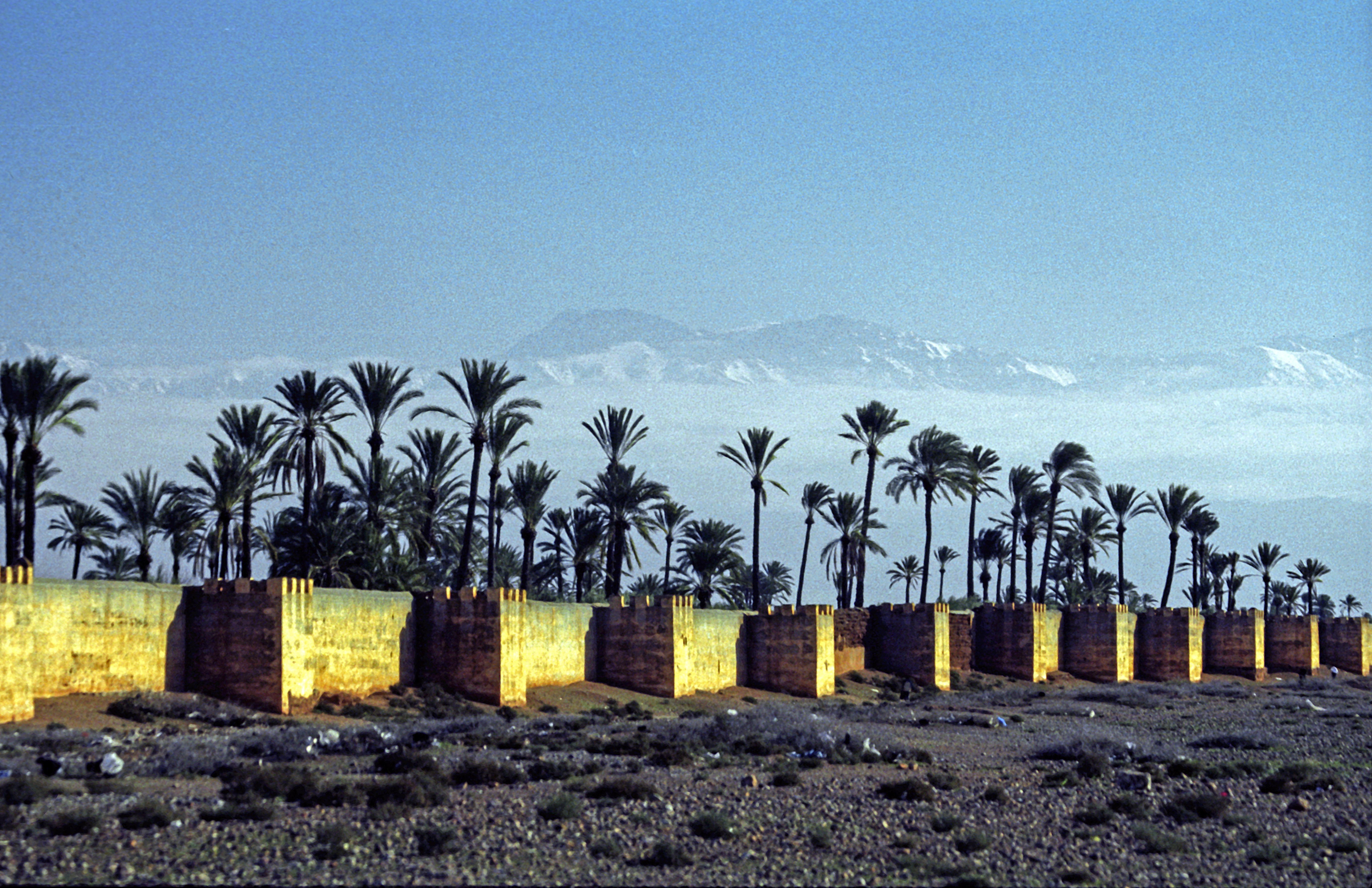
باغ ملی مراکش

آثار عمده تاریخی این کشور که عبارت‌اند از مساجد، آرامگاه‌های سلاطین و کاخ‌ها در سه شهر تاریخی فاس، مکناس و شهر مراکش واقع هستند. البته در شهرهای کازابلانکا و رباط و شمال کشور مثل طنجه آثار تاریخی و سیاحتی بسیاری وجود دارد. در زیر برخی از معروفترین آن آثار آورده می‌شود:
- رباط: آرامگاه ملک محمد پنجم و ملک حسن دوم
- معبد حسان که فقط ستون‌ها و برج آن باقی مانده‌است (تور حسان)
- شاله، قلعه بازمانده از دوران رم
- مدینه (بخش قدیمی شهر رباط)
- موزه باستانشناسی
- موزه ودایه
- دارالبیضا (کازابلانکا): مسجد حسن دوم که گنجایش ۸۰۰۰۰ نمازگزار را دارد و بر کرانه اقیانوس اطلس ساخته شده‌است. دو سوم این مسجد بر روی آب قرار دارد.
- مکناس: ضریح مولای اسماعیل
- باب‌المنصور
- موزه دارالجامع
- فاس: مسجد بوعینیه
- جامع قرویین
- موزه باتا
- الحمرا که دیوارهای آن باقی مانده‌است.
- مقبره‌های شاهان و شاهزادگان سلسله سعدیون
- موزه دار سی سعید نیز قابل توجه هستند. اما امروزه شهر مراکش به دلیل برگزاری جشنواره بین‌المللی فیلم مراکش شهرت دارد.
- طنجه: آرامگاه ابن بطوطه
- غار هرکول (در این غار تعداد زیادی غار صخره‌ای وجود دارد که به یکدیگر وصل می‌شوند و بسوی اقیانوس سرازیر می‌گردند)
- موزه هنرهای معاصر
- موزه کازبا «قصبه»
- شهر مراکش: مراکش. مرکز شهر با نام Medina of Marrakesh تحت شماره N31 38 W۰۸ ۰۰ تاریخ ثبت: ۱۹۸۵ جزو مناطق تحت حمایت یونسکو به ثبت رسیده‌است.

مراکش که در سال ۱۰۷۰–۷۲ توسط طایفه المراود بنا شد، مدت‌های زیادی مرکز فرهنگی، اقتصادی و سیاسی کشور مغرب بوده‌است. تأثیر این شهر بر تمامی دنیای اسلام در غرب، از شمال آفریقا تا اندلس، مشاهده می‌شد. بناهای شگفت‌انگیز از آن دوران به جای مانده‌است که از آن جمله: مسجد کتبیه، قصبات، برج و بارو، درهای بسیار بزرگ، باغ‌ها و غیره را می‌توان نام برد. بعدها شاهکارهای معماری از قبیل کاخ باهیه، مدرسه بن یوسف، مقبره‌های سعدیون، بناهای مسکونی و تئاتر روباز جامع الفنا به این مجموعه اضافه شد.

## ورزش
مراکش در جام جهانی ۲۰۲۲ قطر به نام غولکش معروف شد و توانست تیم‌های بزرگ اروپایی را شکست دهد، با عبور از اسپانیا، پرتغال، و … توانست به نیمه نهایی این رقابت‌ها صعود کند. و با شکست برابر فرانسه به دیدار رده‌بندی رفت و در رده‌بندی از کرواسی شکست خورد و چهارم این رقابت‌ها را به‌دست‌آورد. آرژانتین قهرمان این دوره رقابت‌ها شد.